# Округ Ла Сал (Луизијана)
Ла Сал (енгл. La Salle Parish) је округ у америчкој савезној држави Луизијана.

## Демографија
По попису из 2010. године број становника је 14.890, што је 608 (4,3%) становника више него 2000. године.
| Група             | 2000.          | 2010.          |
| Белци             | 12.225 (85,6%) | 12.520 (84,1%) |
| Афроамериканци    | 1.742 (12,2%)  | 1.769 (11,9%)  |
| Азијати           | 25 (0,2%)      | 28 (0,2%)      |
| Хиспаноамериканци | 117 (0,8%)     | 331 (2,2%)     |
| Укупно            | 14.282         | 14.890         |